# Bahnhof Orlando
Der Bahnhof Orlando ist ein Bahnhof im Fernverkehr und wird von Amtrak betrieben. Er befindet sich in Orlando im Orange County in Florida.

## Geschichte
Der Bahnhof wurde 1926 von der Atlantic Coast Line Railroad errichtet. Nachdem die Bahngesellschaft 1967 mit der Seaboard Air Line Railroad fusionierte, wurde sie von der neuen Seaboard Coast Line Railroad weiterbetrieben.
Der Bahnhof wurde bis 1953 unter anderem von dem Luxus-Reisezug Orange Blossom Special angefahren. Der Silver Meteor, der 1971 von der Amtrak übernommen wurde, bedient seit 1939 den Bahnhof. Neben dem Silver Meteor hält heute auch der Silver Star in Orlando.
Bis 2005 war der Bahnhof zudem die Anfangs- und Endstation des Sunset Limited der Bahngesellschaft Amtrak nach Los Angeles. Nach den Auswirkungen des Hurrikans Katrina wurde die Linie jedoch auf die Strecke New Orleans – Los Angeles verkürzt.

## Anbindung
Der Bahnhof befindet sich in der südlichen Innenstadt von Orlando. Hier besteht Anschluss an die Fernbusse von Amtrak Thruway Motorcoach über Tampa und Saint Petersburg nach Fort Myers. Im Nahverkehr wird der Bahnhof durch Busse der Busgesellschaft Lynx bedient.
Seit 1. Mai 2014 wird Orlando zusätzlich von der SunRail auf der Strecke von DeBary nach Pine Castle angefahren, wodurch das Verdichtungsgebiet Greater Orlando im Schienennahverkehr besser erschlossen ist. Am 30. Juli 2018 wurde eine Erweiterung dieser Linie im Süden nach Poinciana eröffnet.

### Schiene
| Linie         | Laufweg                                                                   |
| ------------- | ------------------------------------------------------------------------- |
| Silver Star   | Miami Airport – … – Kissimmee – Orlando – Winter Park – … – New York City |
| Silver Meteor | Miami Airport – … – Kissimmee – Orlando – Winter Park – … – New York City |
| SunRail       | Poinciana – Orlando – Church Street – … – DeBary                          |